# Portrait of an American Family Tour
Portrait of an American Family Tour — перший тур американського рок-гурту Marilyn Manson. Він стартував на підтримку дебютного студійного альбому Portrait of an American Family, який було видано 19 липня 1994 р., за 5 місяців до початку туру.
Турне розпочалося 27 грудня 1994 в Джексонвіллі, штат Флорида. Після цього шоу, у першу ніч туру, Меріліна Менсона заарештували й взяли під варту за те, що він надяг страпон на сцені. Невдовзі виконавця звільнили, група виступила наступної ночі в Орландо як і було заплановано.

## Учасники
- Мерілін Менсон — вокал
- Дейзі Берковіц — гітара
- Твіґґі Рамірез — бас-гітара
- Мадонна Вейн Ґейсі — клавішні
- Сара Лі Лукас — барабани

## Виступи
Під час цих концертів сцена зазвичай мала декорації в стилі вітальні, схожу на ту, яку можна побачити на обкладинці Portrait of an American Family. Найпомітніший предмет — стіл з лампою. На першому й останньому концертах трапились інциденти. 27 грудня 1994 Менсона помилково звинуватили в мастурбації ділдо та сечовипусканні на глядачів. 11 березня 1995 у Південній Кароліні фронтмен послизнувся, впав і розбив пляшку пива. Розлючений фронтмен узяв її шматок і порізав свої груди, вперше за свою кар'єру. Було підпалено барабанну установку Сари Лі Лукаса (планувалося зробити це лише з великим барабаном). Менсон заявив, що це вчинив сам Лукас. Проте останній спростував його слова в інтерв'ю MansonWiki у листопаді 2010: «Мене ніколи не підпалювали й я ніколи зумисно не підпалював свою установку. Я вирішив покинути гурт задовго до останнього виступу, але я не хотів цього зробити посеред туру».
Виступи у Каррборо та Колумбії перенесли на кінець турне. Початкові дати: 16 та 18 лютого 1994 р.

## Дати концертів
| №  | Дата            | Місто          | Штат              | Місце проведення        |
| -- | --------------- | -------------- | ----------------- | ----------------------- |
| 1  | 27 грудня 1994  | Джексонвілл    | Флорида           | Club 5                  |
| 2  | 28 грудня 1994  | Орландо        | Флорида           | The Edge                |
| 3  | 29 грудня 1994  | Тампа          | Флорида           | Jannus Landing          |
| 4  | 31 грудня 1994  | Форт-Лодердейл | Флорида           | The Edge                |
| 5  | 11 січня 1995   | Г'юстон        | Техас             | Abyss                   |
| 6  | 13 січня 1995   | Даллас         | Техас             | Trees                   |
| 7  | 14 січня 1995   | Остін          | Техас             | Backroom                |
| 8  | 15 січня 1995   | Сан-Антоніо    | Техас             | Player's Club           |
| 9  | 17 січня 1995   | Ель-Пасо       | Техас             |                         |
| 10 | 18 січня 1995   | Меса           | Аризона           | Nile                    |
| 11 | 19 січня 1995   | Лос-Анджелес   | Каліфорнія        | Whiskey                 |
| 12 | 21 січня 1995   | Сан-Франциско  | Каліфорнія        | Bottom of the Hill      |
| 13 | 22 січня 1995   | Пало-Альто     | Каліфорнія        | The Edge                |
| 14 | 24 січня 1995   | Слайделл       | Луїзіана          | The Snake Pit           |
| 15 | 25 січня 1995   | Ванкувер       | Онтаріо           | Pacific Coliseum        |
| 16 | 27 січня 1995   | Солт-Лейк-Сіті | Юта               |                         |
| 17 | 30 січня 1995   | Сент-Луїс      | Міссурі           | Mississippi Nights      |
| 18 | 1 лютого 1995   | Міннеаполіс    | Міннесота         | First Avenue            |
| 19 | 2 лютого 1995   | Мілвокі        | Вісконсин         | Shank Hill              |
| 20 | 3 лютого 1995   | Чикаго         | Іллінойс          | Metro                   |
| 21 | 4 лютого 1995   | Детройт        | Мічиган           | St. Andrews Hall        |
| 22 | 5 лютого 1995   | Лейквуд        | Огайо             | Phantsy Theatre         |
| 23 | 7 лютого 1995   | Торонто        | Онтаріо           | Opera House             |
| 24 | 9 лютого 1995   | Бостон         | Массачусетс       | Middle East Café        |
| 25 | 10 лютого 1995  | Нортгемптон    | Массачусетс       | Pearl Street Nightclub  |
| 26 | 11 лютого 1995  | Провіденс      | Род-Айленд        | Club Babyhead           |
| 27 | 12 лютого 1995  | Нью-Йорк       | Нью-Йорк          | Limelight               |
| 28 | 14 лютого 1995  | Вашингтон      |                   | Opera House             |
| 29 | 17 лютого 1995  | Новий Орлеан   | Луїзіана          | Muddy Waters            |
| 30 | 21 лютого 1995  | Атлант         | Джорджія          | Point                   |
| 31 | 22 лютого 1995  | Атенс          | Джорджія          | Georgia State Theatre   |
| 32 | 24 лютого 1995  | Сірак'юс       | Нью-Йорк          |                         |
| 33 | 25 лютого 1995  | Філадельфія    | Пенсільванія      | Theater for Living Arts |
| 34 | 27 лютого 1995  | Мідлтаун       | Нью-Йорк          | Sportland Café          |
| 35 | 1 березня 1995  | Олдбрідж       | Нью-Джерсі        | Birch Hill Night Club   |
| 36 | 2 березня 1995  | Лідобіч        | Нью-Йорк          | Malibu Night Club       |
| 37 | 4 березня 1995  | Баффало        | Нью-Йорк          | Network                 |
| 38 | 6 березня 1995  | Олбані         | Нью-Йорк          | QE2                     |
| 39 | 7 березня 1995  | Ланкастер      | Пенсильванія      | Chameleon Club          |
| 40 | 8 березня 1995  | Цинциннаті     | Огайо             | Bogarts                 |
| 41 | 9 березня 1995  | Винстон-Сейлем | Північна Кароліна | Ziggy's Tavern          |
| 42 | 10 березня 1995 | Карбарро       | Північна Кароліна | Cat's Cradle            |
| 43 | 11 березня 1995 | Колумбія       | Південна Кароліна | Alcatrazz               |